# Coccoloba acuminata
Coccoloba acuminata Kunth – gatunek rośliny z rodziny rdestowatych (Polygonaceae Juss.). Występuje naturalnie w Gwatemali, Kostaryce, Panamie, Kolumbii, Ekwadorze, Peru, Boliwii oraz Brazylii (w stanach Acre, Amazonas, Pará i Rondônia). 

## Morfologia
PokrójWiecznie zielone drzewo lub krzew. Dorasta do 8 m wysokości.
LiścieIch blaszka liściowa jest nieco omszona od spodu i ma kształt od eliptycznego do podłużnie eliptycznego lub lancetowatego. Mierzy 8–22 cm długości oraz 3–8 cm szerokości, o nasadzie od ostrokątnej do rozwartej i spiczastym wierzchołku. Ogonek liściowy jest owłosiony i osiąga 6–15 mm długości. Gatka jest owłosiona i dorasta do 3–15 mm długości.

## Biologia i ekologia
Rośnie w wiecznie zielonych lasach lub lasach częściowo zrzucających liście, na terenach nizinnych.